# Abubakar Nurmagomedov
Abubakar Nurmagomedov (Makhachkala, 13 de novembro de 1989) é um lutador profissional de artes marciais mistas russo que atualmente compete pelo UFC na categoria dos meio-médios. Ele é primo do ex campeão peso leve do UFC Khabib Nurmagomedov.

## Início
Abubakar Nurmagomedov nasceu em 13 de Novembro de 1989 em Makhachkala, Daguestão. Na escola primária, Abubakar começou a treinar wrestling e após o ensino médio ele  começou a treinar Sambo sob o comando de seu tio Abdulmanap Nurmagomedov, pai do campeão peso leve do UFC Khabib Nurmagomedov.

## Carreira no MMA

### Ultimate Fighting Championship
Nurmagomedov fez sua estreia no UFC em 9 de novembro de 2019 no UFC Fight Night: Zabit vs. Kattar contra David Zawada. Ele perdeu por finalização no primeiro round.

## Incidente no UFC 229
No UFC 229, Khabib Nurmagomedov pulou a grade do octógono após a vitória e foi pra cima do treinador de Jiu-Jitsu de Conor McGregor, Dillon Danis. Em seguida, McGregor e o primo de Khabib Abubakar Nurmagomedov tentaram sair do octógono, mas uma briga se formou entre os dois após McGregor acertar Abubakar com um soco de esquerda, que logo em seguida revidou com socos. Em 29 de janeiro de 2019, a NSAC  (Comissão Atlética do Estado de Nevada) anunciou um ano de suspensão para Nurmagomedov, (valendo a partir de 6 de outubro de 2018) e uma multa de $25.000 dólares

## Cartel no MMA
| Cartel no MMA   |             |            |
| 20 lutas        | 16 vitórias | 3 derrotas |
| Por nocaute     | 7           | 1          |
| Por finalização | 3           | 2          |
| Por decisão     | 6           | 0          |
| Empates         | 1           | 1          |

| Res.    | Cartel | Oponente              | Método                               | Evento                                               | Data       | Round | Tempo | Local                     | Notas                     |
| ------- | ------ | --------------------- | ------------------------------------ | ---------------------------------------------------- | ---------- | ----- | ----- | ------------------------- | ------------------------- |
| Vitória | 16-3-1 | Jared Gooden          | Decisão (unânime)                    | UFC 260: Miocic vs. Ngannou 2                        | 27/03/2021 | 3     | 5:00  | Las Vegas, Nevada         |                           |
| Derrota | 15–3–1 | David Zawada          | Finalização (triângulo)              | UFC Fight Night: Zabit vs. Kattar                    | 09/11/2019 | 1     | 2:50  | Moscou                    |                           |
| Empate  | 15–2–1 | Bojan Veličković      | Empate (unânime)                     | PFL 10                                               | 20/10/2018 | 2     | 5:00  | Washington, D.C.          |                           |
| Vitória | 15–2   | Jonatan Westin        | Decisão (unânime)                    | PFL 6                                                | 16/08/2018 | 3     | 5:00  | Atlantic City, New Jersey |                           |
| Derrota | 14–2   | Pavel Kusch           | Finalização (mata-leão)              | PFL 3                                                | 05/07/2018 | 2     | 1:23  | Washington, D.C.          |                           |
| Vitória | 14–1   | Matt Secor            | Decisão (unânime)                    | WSOF 35                                              | 18/03/2017 | 3     | 5:00  | Verona, New York          |                           |
| Vitória | 13–1   | John Howard           | Decisão (unânime)                    | WSOF 33                                              | 07/10/2016 | 3     | 5:00  | Kansas City, Missouri     |                           |
| Vitória | 12–1   | Matthew Frincu        | Nocaute técnico (socos)              | WSOF 30                                              | 02/04/2016 | 2     | 3:05  | Las Vegas, Nevada         |                           |
| Vitória | 11–1   | Danny Davis Jr.       | Decisão (unânime)                    | WSOF 26                                              | 18/12/2015 | 3     | 5:00  | Las Vegas, Nevada         |                           |
| Vitória | 10–1   | Jorge Moreno          | Decisão (unânime)                    | WSOF 22                                              | 01/08/2015 | 3     | 5:00  | Las Vegas, Nevada         |                           |
| Vitória | 9–1    | Vladimir Gunzu        | Nocaute técnico (socos)              | Sochi Star Club: Sochi Star Tournament 3             | 22/02/2015 | 1     | N/A   | Sochi                     |                           |
| Derrota | 8–1    | Magomed Mustafaev     | Nocaute técnico (interrupção médica) | Sochi Star Club: Sochi Star Tournament 1             | 01/09/2014 | 2     | 4:11  | Sochi                     |                           |
| Vitória | 8–0    | Richard Totrav        | Nocaute técnico (socos)              | Sochi Star Club: Sochi Star Tournament 1             | 01/09/2014 | 1     | 4:27  | Sochi                     |                           |
| Vitória | 7–0    | Dmitry Capmari        | Nocaute técnico (socos)              | Union of Veterans of Sport: Champion Cup             | 21/12/2013 | 1     | 3:36  | Novosibirsk               | Volta aos Meio-Médios.    |
| Vitória | 6–0    | Magomed Shakhbanov    | Nocaute técnico (socos)              | Liga Kavkaz: Grand Umakhan Battle                    | 07/07/2013 | 1     | 2:46  | Khunzakh                  | Estreia nos Médios.       |
| Vitória | 5–0    | Yuri Grigoryan        | Finalização (kimura)                 | Russian MMA Union: St. Petersburg MMA Championship 1 | 31/03/2013 | 1     | 1:40  | São Petersburgo           | Estreia nos Meio-Pesados. |
| Vitória | 4–0    | Sergei Akinin         | Nocaute técnico (socos)              | OctagonMMA Warriors                                  | 21/02/2012 | 1     | 4:10  | Zhukovsky                 |                           |
| Vitória | 3–0    | Adilbek Zhaldoshov    | Nocaute técnico (socos)              | OctagonMMA Warriors                                  | 21/02/2012 | 1     | 3:40  | Zhukovsky                 |                           |
| Vitória | 2–0    | Anatoly Safronov      | Finalização (triângulo)              | Liga Kavkaz 2012                                     | 22/10/2011 | 1     | 2:30  | Khasavyurt                |                           |
| Vitória | 1–0    | Ibrahim Dzhantukhanov | Finalização (chave de braço)         | ProFC: Battle in the Caucasus                        | 03/07/2011 | 1     | 1:32  | Khasavyurt                | Estreia nos Meio-Médios.  |